# 立體益智泡泡龍 3D
《立體益智泡泡龍 3D》是泡泡龍系列首款在任天堂3DS的作品。游戏是日本任天堂3DS的首发游戏之一。

## 外部連結
- （日語）遊戲官方網站 （页面存档备份，存于）